# Amazoneldöga
Amazoneldöga (Pyriglena leuconota) är en fågel i familjen myrfåglar inom ordningen tättingar.

## Utbredning och systematik
Amazoneldöga delas in i tre underarter med följande utbredning:
- Pyriglena leuconota leuconota – östra Brasilien (östra Pará öster om R. Tocantins och norra Maranhão)
- Pyriglena leuconota pernambucensis – nordöstra Brasilien (östra Pernambuco och östra Alagoas)
- Pyriglena maura interposita – öst-centrala Brasilien (R. Xingu till R. Tocantins)

Arten inkluderade tidigare västligt eldöga (Pyriglena maura) och tapajóseldöga (Pyriglena similis), då med det svenska trivialnamnet vitskuldrat eldöga.

## Status
IUCN kategoriserar arten som livskraftig, men inkluderar västligt eldöga och tapajóseldöga i bedömningen. Den tros minska i antal.